# District de Nangang

Localisation du district de Nangang

Le district de Nangang (chinois traditionnel : 南港區; ; pinyin : Nángǎng Qū ; Wade : Nan-kang Chü) est l'un des douze districts de Taipei. C’est dans ce district que sont installés l’Academia sinica, le Taipei World Trade Center Nangang Exhibition Hall, le Nankang Software Park ainsi que le tombeau commémoratif de M. Hu Shi.

## Histoire
Nangang est fondé en 1735 par des colons du Fujian, à travers les villages de Nangang, Sancong et Dongxin. Sous la dynastie Qing, le lieu était appelé Lamkang’a (南港仔; Lâm-káng-á; "port meridional"), en référence à sa position vis-à-vis de la rivière Keelung.
En 1920, sous l’administration japonaise, Nangang faisait partie du village de Naiko (内湖庄), district de Shichisei (七星區), Préfecture de Taihoku. En décembre 1945, après le retour de Taïwan à la République de Chine, la dénomination est changée en village de Neihu (內湖鄉), district de Qixing (七星區), comté de Taïpei. En juillet de l’année suivante, sous proposition du maire Que Shankeng (闕山坑), Nangang est séparé en tant que ville propre (南港鎮). En 1967, il devient un district de Taïpei.

## Institutions gouvernementales
- Institute of Economics, Academia Sinica

## Éducation
- China University of Science and Technology

## Attractions touristiques
On trouve plusieurs musées et parcs dans le district, notamment le musée des beaux-arts de Lingnan, les parcs Nanhu Riverside, Nanxing et Shanshuilu. À noter également la présence du temple Xintian, dédié à la déesse Mazu.  

## Transports
- Gare de Nangang (THSR, ligne à grande vitesse de Taïwan)
- Station Nangang du métro de Taïpei
- Gare Nangang (TRA, Administration des chemins de fer de Taïwan (en))

## Personnalité liée à Nangang
- Roy Chiu, acteur et chanteur